# Katastrofa lotu Indonesia AirAsia 8501
Katastrofa lotu Indonesia AirAsia 8501 – katastrofa samolotu, do której doszło 28 grudnia 2014 roku.

## Przebieg lotu
Samolot wystartował z Surabai i leciał do Singapuru. W czasie lotu pilot poprosił o zgodę, aby wspiąć się na wysokość 38000 stóp w celu uniknięcia chmur burzowych. Samolot Airbus A320 zniknął z radarów o godz. 6:17 czasu lokalnego (00:17 czasu polskiego).
Jak podają indonezyjskie media samolot został znaleziony w Morzu Jawajskim. Łącznie odnaleziono zwłoki 106 osób, ostatnie w marcu 2015 roku.
11 stycznia 2015 roku, a więc dokładnie w 2 tygodnie po katastrofie indonezyjskie służby poinformowały o zlokalizowaniu czarnych skrzynek samolotu. Akcja wydobywcza rozpoczęła się 12 stycznia, ze względu na utrudniony dostęp do rejestratorów lotu.

## Samolot
Samolot Airbus A320-216 o numerze seryjnym 3648 i rejestracji PK-AXC został wyprodukowany i dostarczony linii lotniczej Air Asia w 2008 r. Samolot w chwili wypadku był stosunkowo młodą maszyną liczył 6 lat, aczkolwiek do momentu katastrofy spędził w powietrzu 23 000 godzin i wykonał dość dużo jak na wiek maszyny bo ponad 13 600 lotów. Wyposażony był w dwa silniki CFM International CFM56, mógł zabrać na pokład 180 pasażerów.

## Przyczyna
Śledztwo wykazało, że przyczyną katastrofy była usterka ogranicznika wychylenia steru kierunku oraz błąd pilota. Analiza czarnych skrzynek wykazała, że piloci cztery razy dostawali alarm od tego systemu. Przez pierwsze trzy załoga wykonywała poprawnie procedury stworzone na taką ewentualność, ale za czwartym razem kapitan zamiast tego odłączył dwa bezpieczniki co poskutkowało wyłączeniem autopilota. Następnie samolot przechylił się na lewą stronę, a pierwszy oficer próbował to skorygować, jednak przez jego dezorientację przestrzenną oraz niejasno sformułowane polecenia dowódcy lotu doszło do przeciągnięcia i maszyna spadła do Morza Jawajskiego.

## Pasażerowie i załoga
Na pokładzie znajdowały się 162 osoby – 155 pasażerów i 7 członków załogi. Samolot pilotowali kapitan Iriyanto oraz drugi pilot Rémi Emmanuel Plesel.
Zestawienie pasażerów i załogi według obywatelstwa:
| Kraj             | Pasażerowie | Załoga | Razem |
| ---------------- | ----------- | ------ | ----- |
| Indonezja        | 149         | 6      | 155   |
| Korea Południowa | 3           | –      | 3     |
| Francja          | –           | 1      | 1     |
| Malezja          | 1           | –      | 1     |
| Singapur         | 1           | –      | 1     |
| Wielka Brytania  | 1           | –      | 1     |
| Razem            | 155         | 7      | 162   |